# سيرا إي مورا
سيرا إي مورا هو لاعب كرة قدم برتغالي، (ولد في لشبونة في البرتغال 1898  م). شارك مع منتخب البرتغال لكرة القدم. أما مع النوادي، فقد لعب مع سبورتينغ لشبونة.

## وصلات خارجية
- سيرا إي مورا على موقع عالم كرة القدم.نت (الإنجليزية)
- سيرا إي مورا على موقع أوليمبيديا (الإنجليزية)